# Maoridrilus intermedius
Maoridrilus intermedius är en ringmaskart som beskrevs av Wilhelm Michaelsen 1923. Maoridrilus intermedius ingår i släktet Maoridrilus och familjen Acanthodrilidae. Inga underarter finns listade i Catalogue of Life.